# Transmission
Transmission è un client BitTorrent. È dotato di una semplice interfaccia che poggia su un back-end di tipo multipiattaforma. Transmission è un software libero ed open source, inizialmente rilasciato sotto licenza MIT. Transmission funziona sotto macOS (interfaccia Cocoa), Linux/NetBSD/FreeBSD/OpenBSD (interfaccia GTK+) e BeOS/ZETA (interfaccia nativa), ed è incluso nell'installazione base dei sistemi Ubuntu. Dalla versione 2.92 è presente anche una build early preview disponibile per i sistemi Microsoft Windows 7 e superiori, sia a 32 bit che a 64 bit.
Transmission utilizza una quantità di risorse ridotta rispetto a molti altri client BitTorrent. Il progetto ha l'obiettivo di ottenere un buon bilanciamento tra semplicità d'uso e numero di funzioni presenti. Per questa ragione Transmission è dotato di meno funzionalità rispetto ad altri client. L'obiettivo principale del design è mantenere un'interfaccia semplice ed intuitiva.

## Caratteristiche
Una lista non esaustiva delle caratteristiche principali di Transmission è riportata sotto.

### Tutte le piattaforme
- Download selettivo e gestione delle proprietà dei file
- Supporto a connessioni criptate
- Creazione file Torrent
- Peer exchange (compatibile con Azureus e μTorrent)
- Mappaggio porte automatico (tramite UPnP/NAT-PMP)
- Ripresa rapida - con peer caching
- Bannaggio automatico dei peer che inviano dati corrotti
- Unica porta di ascolto per tutti i torrent
- Supporto MSE Tracker Extention
- Supporto DHT a partire dalla versione 1.70

### Specifiche per Mac OS X
- Code di download e di seed
- Scheduling di base
- Opzioni di filtraggio ed ordinamento
- Opzioni seeding automatico
- Limiti globali/individuali per la banda
- Sistemi di notifica su Dock e Growl
- Toolbar personalizzabile
- Barra/finestra di progressione avanzata
- Aggiornamento automatico tramite Sparkle
- Universal binary

## Sviluppo
Sono disponibili giornalmente online build specifiche per OS X ed il codice sorgente in formato tarball . Il progetto ha un forum dove gli utenti possono discutere e richiedere lo sviluppo di nuove caratteristiche . C'è anche un canale IRC, #transmission, situato su Freenode e un canale secondario su Moofspeak.

## Critiche
La versione 0.6.1 di Transmission non aderiva completamente alle specifiche di BitTorrent, ciò ha avuto come conseguenza l'esclusione di questa versione da molti tracker privati. Questo problema è stato tuttavia risolto nella successiva versione, la 0.70.

## libTransmission
libTransmission, il back-end di Transmission, costituisce la base di un altro client shareware per Mac, Xtorrent, così come per il demone di Transmission.